# 伊列姆尼亞
48°51′3″N 23°59′22″E / 48.85083°N 23.98944°E
伊列姆尼亞（烏克蘭語：Ілемня），是烏克蘭西部的村莊，隸屬伊萬諾-弗蘭科夫斯克州的卡盧什區。該村處於伊列姆卡河畔，始建於1582年，面積37.7平方公里，2001年人口1,456。